# Riviera Beach (Florida)
Riviera Beach város az USA Florida államában, Palm Beach megyében. Lakosainak száma 37 604 fő (2020. április 1.).

## Népesség
A település népességének változása:

| 2010 | 32 488 |
| 2020 | 37 604 |